# Blood Bowl 2
Blood Bowl 2 es un videojuego de deportes de fantasía por turnos desarrollado por Cyanide Studio y distribuido por Focus Home Interactive. Es una secuela del videojuego Blood Bowl de 2009 basado en el juego de mesa de Games Workshop. El juego fue desarrollado para Windows, PlayStation 4 y Xbox One y se lanzó el 22 de septiembre de 2015. Una versión del juego para OS X se lanzó en mayo de 2016.
El juego utiliza un nuevo motor y elimina el modo en tiempo real que se encontraba en el juego anterior, lo que hace que el juego sea puramente por turnos. También presenta a los bretonianos como una nueva raza jugable, que se desarrolló a partir de un libro de reglas desarrollado por fanáticos. El juego presenta una campaña en solitario protagonizada por el equipo humano, los Reikland Reavers, y un modo multijugador. Inicialmente, ocho razas son jugables, pero hubo otras razas adicionales disponibles como bonificación de reserva y contenido descargable, además de la Legendary Edition.
Una secuela, Blood Bowl 3, se lanzó en febrero de 2023.

## Jugabilidad
Desde el primer Blood Bowl, se han añadido varias características nuevas y mejoradas. Estas nuevas características incluyen el nuevo modo campaña, la personalización del estadio, Cabalvision y el mercado de jugadores.
Modo campaña
En el modo campaña, el jugador sigue la historia de los Reikland Reavers, un equipo en decadencia. El trabajo del jugador, como entrenador del equipo, es devolverles su antigua gloria. Además de la jugabilidad estándar que se puede encontrar en los modos liga y multijugador, el modo campaña incluye una serie de eventos únicos y programados, como un duende que se estrella con un helicóptero en medio del campo. Cuando ocurran estos eventos, el jugador deberá seguir jugando alrededor de ellos.
Personalización del estadio
El juego base incluye cinco estadios para personalizar. Estos estadios se originaron con los humanos, los orcos, los enanos, los elfos oscuros y los skavens. A medida que los jugadores hacen crecer sus equipos, también pueden hacer crecer su estadio. El estadio podrá mejorarse en cuatro niveles, sin contar 10 complementos, para un total de 20 diseños de estadios únicos.
Cabalvision
Cabalvision es la versión de Blood Bowl 2 de los comentarios deportivos. El locutor (y vampiro inmortal) Jim Johnson aporta su ingenioso comentario junto con la franca preferencia del analista Bob Bifford por la violencia pura, ofreciéndole al jugador una colorida narración basada en los equipos, los jugadores y la acción que sucede en el campo.
Mercado de jugadores
Debido a la naturaleza brutal de Blood Bowl, los equipos a menudo tendrán que encontrar más jugadores para incorporar (por muerte, lesión o retiro) o para ganar algo de dinero extra. Una forma de hacerlo es a través del mercado de jugadores, permitiendo que otros entrenadores (tanto de IA como humanos) compren y vendan jugadores.

### Razas
El juego base Blood Bowl 2 incluye ocho razas: humanos, orcos, enanos, skavens, altos elfos, elfos oscuros, bretonianos y caos. También existen dos razas que originalmente estaban disponibles como bonificación por reserva, pero que desde entonces se han lanzado como contenido descargable. Los elfos del bosque se pueden obtener reservando el juego para Xbox One, y los hombres lagarto se pueden obtener reservando el juego para PlayStation 4. Si el juego era reservado a través de Steam, ambas razas habrían estado disponibles.
El 17 de diciembre de 2015, Cyanide anunció que añadirían cuatro razas nuevas al juego, empezando por los nórdicos (lanzados en mayo de 2016), seguidos por los no muertos (julio de 2016), los nigromantes (septiembre de 2016) y los nurgle (noviembre de 2016). Los jugadores que hayan comprado Blood Bowl 2 en Steam antes del lanzamiento de estas razas las recibirían de forma gratuita a medida que se incorporaban gradualmente. En febrero de 2017, se lanzaron dos nuevas razas jugables (los enanos del caos y los khemri) como contenido descargable.
La expansión oficial agregó siete razas que regresaban e introdujo una nueva raza al juego, los halflings, los ogros, los goblins, los vampiros, las amazonas, la Unión de elfos, el inframundo y el circo de Kislev.

## Recepción
Blood Bowl 2 recibió críticas «generalmente favorables» para Windows y críticas «mixtas» para PlayStation 4 y Xbox One, según el sitio web agregador de reseñas Metacritic. PC Gamer le otorgó un 60%, diciendo que «Blood Bowl 2 es la iteración más llamativa del juego hasta ahora, pero sus tiradas de dados son frustrantes y su amplio conjunto de reglas no se presenta bien a los recién llegados». IGN le otorgó un 7,8 de 10, diciendo que «Blood Bowl 2 es un combate cuerpo a cuerpo táctico aplastante, satisfactorio y tonto que deja demasiado en manos de los dados de seis caras». GameSpot le otorgó una puntuación de 8 de 10, diciendo que «no obstante, en general, Blood Bowl 2 es un paso adelante. Es un juego mucho más amigable y fácil que sus predecesores, con un aspecto mejorado, una campaña tutorial, soporte para controladores y mejoras en la interfaz de usuario. Los nuevos jugadores no se sentirán impedidos de disfrutarlo».